# Anaspis rufitarsis
Anaspis rufitarsis là một loài bọ cánh cứng trong họ Scraptiidae. Loài này được Lucas miêu tả khoa học năm 1854.